# Pachyptila desolata
Il prione antartico (Pachyptila desolata (Gmelin, 1789)) è un uccello della famiglia Procellariidae.

## Distribuzione e habitat
La specie nidifica in numerose isole dei mari antartici, tra cui le isole Crozet e Kerguelen (Terre australi e antartiche francesi), le isole Macquarie e Heard (Australia), le isole Auckland e l'isola di Scott (Nuova Zelanda), Georgia del Sud e isole Sandwich Australi (Territori Britannici d'Oltremare)  e l'arcipelago delle isole Orcadi Meridionali.
Al di fuori della stagione riproduttiva le colonie si disperdono nei mari antartici, spingendosi a nord sino alle coste del Perù, del Sudafrica e dell'Australia.